# Silvan

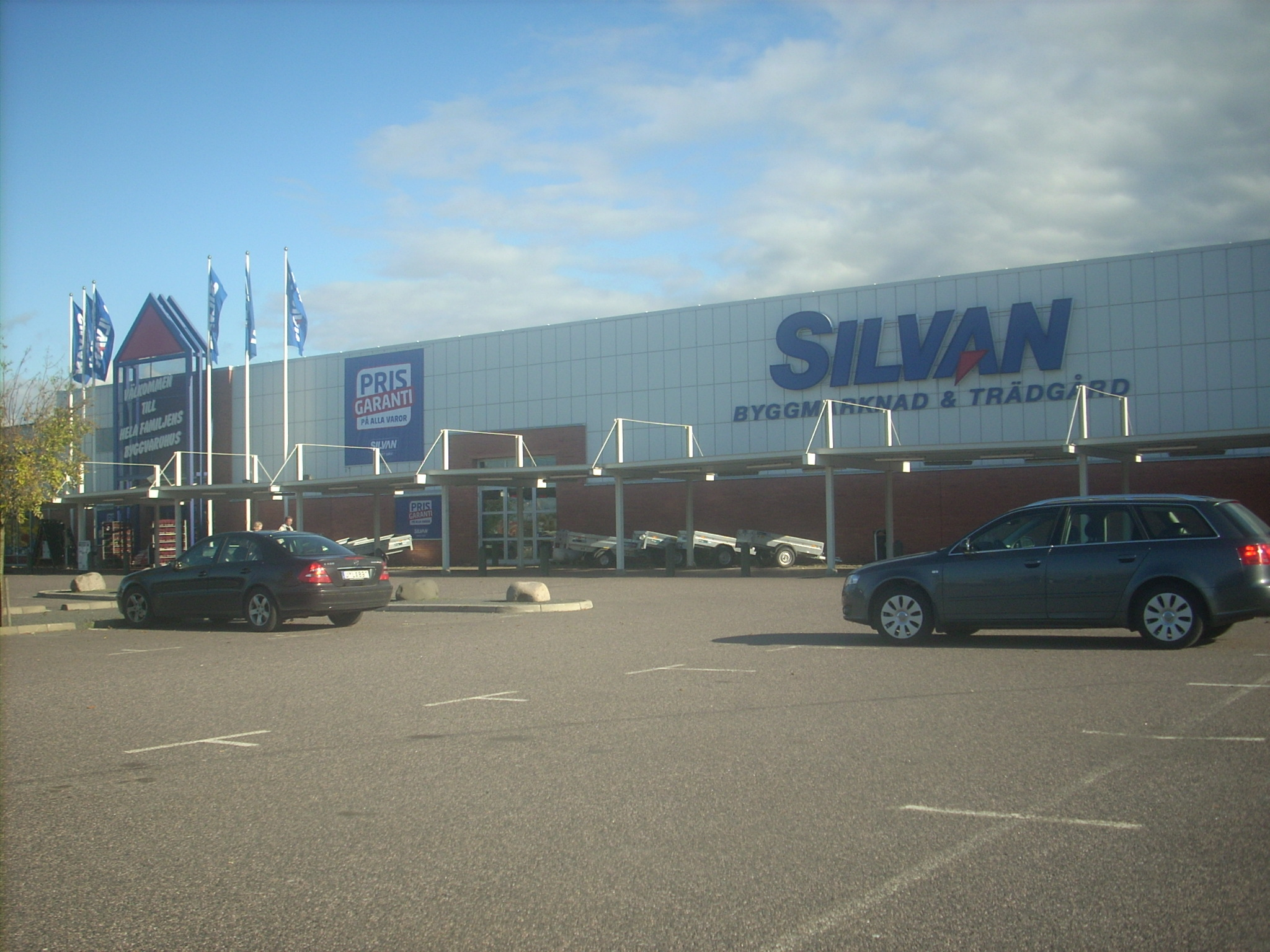
Silvan i Jönköping

Silvan är en byggvaruhuskedja med butiker i Danmark och tidigare även i Sverige. Det första Silvan öppnade i Slagelse i Danmark 1968. Företaget ägs av danska DT Group A/S som i sin tur ägs av engelska Wolseley. 
Namnet Silvan kommer från det latinska namnet för trä, silva.
I Sverige har Silvan haft 11 byggvaruhus. Under våren 2009 avvecklade man och stängde dessa 31 maj 2009. Dock har Beijer Byggmaterial tagit över tre av byggvaruhusen, de i Malmö, Halmstad och Göteborg.